# Financial District
Il Financial District, chiamato anche FiDi, è un quartiere di Manhattan, a New York City, situato a Lower Manhattan, ossia nella zona meridionale dell'isola.
È delimitato dalla West Side Highway ad ovest, Chambers Street e City Hall Park a nord, dal Brooklyn Bridge e l'East River ad est e dal Battery Park a sud.
Il quartiere comprende gli uffici e le sedi di molte delle maggiori istituzioni finanziarie della città, tra le quali la Borsa di New York e la Federal Reserve Bank of New York. Ancorato a Wall Street, fa di New York una delle città economicamente più potenti e finanziariamente più importanti del mondo. Infatti la Borsa di New York è la borsa più grande del mondo per capitalizzazione di mercato totale, mentre diversi scambi hanno avuto o hanno sede nel distretto finanziario: tra questi NYMEX, NASDAQ e NYSE.

## Grattacieli principali
- One World Trade Center
- 3 World Trade Center
- 4 World Trade Center
- 70 Pine Street
- 30 Park Place
- 40 Wall Street
- Liberty Tower

## Trasporti
Il quartiere è servito dalla metropolitana di New York attraverso le stazioni di Bowling Green e Wall Street (linee 4 e 5), Broad Street (linee J e Z), Chambers Street-World Trade Center/Park Place (linee 2, 3, A, C ed E), City Hall, Rector Street e Cortlandt Street (linee N, R e W), Fulton Street (linee A e C), Rector Street e WTC Cortlandt (linea 1) e South Ferry-Whitehall Street (linee 1, N, R, W).